# Felixlândia
Felixlândia es un municipio brasileño del estado de Minas Gerais. Tiene una población estimada, en 2021, de 15.528 habitantes.

## Historia
La historia de Felixlândia está unida a la fe religiosa de sus moradores. La fiesta de Nuestra Señora de la Piedad, realizada en agosto, reúne miles de fieles y visitantes de ciudades vecinas.
El nombre del municipio es un homenaje al padre Felix Ferreira de la Roca. Devoto de Nuestra Señora de la Piedad, donó media legua de tierras de su parcela de la orilla del Bagre y Rio de Peixe para la construcción de una capilla para la patrona.
Con la construcción de la capilla, se formó el Arraial do Bagre. En 1842 fue creado el distrito de Piedad del Bagre. Emancipado en 1948, el municipio recibió el nombre de Felixlândia.

## Economía
El municipio es atravesado por la BR-040 y su economía se basa en la ganadería, la agricultura, la extracción de piedra de ardósia, el monocultivo de la caña de azúcar y eucaliptus, y el comercio.